# HD 7977
HD 7977 (також позначена як TYC 4034-1077-1 або USNO-A2 1500-01356484) — зоря головної послідовності G-типу, розташована в сузір’ї Кассіопеї, на відстані приблизно 246,9 світлових років від Землі. 
HD 7977 відома своїм близьким прольотом на відстані всього 30 000 а.о. біля Сонячної системи 2,8 мільйона років тому, який призвів до зміни орбіти Землі. Її траєкторія була настільки близька до Сонця, що вона також глибоко проникла в Хмару Оорта та порушила там траєкторії тіл Хмари Оорта та довгоперіодичних комет. Її маса еквівалентна 1,07 маси Сонця.